# Nekonzistence
Termín nekonzistence (také inkonzistence) je v českém jazyce používán obvykle ve smyslu "nesoudržnost", přeneseně také  "neúplnost", "rozporuplnost". Význam se do značné míry liší podle oblasti, ve které je termín používán a podle kontextu jeho použití.

## Příklady použití

### Logická nekonzistence
Pokud v rámci nějaké formální vědecké teorie lze dojít z použitých předpokladů (axiomů) k opačným tvrzením, je taková teorie označována jako nekonzistentní (nebo také sporná). Zkoumáním konzistence (resp. nekonzistence) axiomatických soustav se zabývá matematická logika

### Názorová nekonzistence
Jedná se o obdobu logické nekonzistence v kontextu běžné mluvené řeči. Typicky se používá v rozborech politických programů a politické činnosti jako takové. (Příkladem nekonzistence v tomto smyslu může být prosazování staveb necitlivých k životnímu prostředí politickou stranou, která má ve svém volebním programu jako jednu z priorit jeho důslednou ochranu, nebo zvyšování sociálních dávek zároveň s proklamacemi o nutnosti šetřit a snižovat schodek státního rozpočtu.)

### Datová nekonzistence
Termín se používá například v oblasti relačních databází a označuje stav, kdy konkrétní data porušují pravidla a omezení, která jsou na ně kladena (například pravidla o cizím klíči nebo o jedinečnosti primárního klíče).

### Programová nekonzistence
Termín se používá v programování v případech, kdy je nějaký objekt (například proměnná) používán více vzájemně kolidujícími způsoby. Dochází tím k nedodržení tzv. programových invariantů a program se jako celek stává náchylným k chybám a nepředloženému chování.

### Ne/konzistence indexace
Termín Konzistence indexace spadá do problematiky indexace, selekčních jazyků a obsahové analýzy dokumentů. Je to hodnota, která vyjadřuje míru shody dvou nebo více selekčních obrazů jednoho dokumentu. Čím více se jeden selekční obraz dokumentu liší od jiného selekčního obrazu stejného dokumentu, tím více byly průběhy a tím i výsledky indexace tohoto dokumentu v prvním a druhém případě vzájemně nekonzistentní - došlo k nekonzistenci indexace.